# Aedes nippononiveus
Aedes nippononiveus är en tvåvingeart som beskrevs av Sasa och Nakahasi 1952. Aedes nippononiveus ingår i släktet Aedes och familjen stickmyggor. Inga underarter finns listade i Catalogue of Life.